# Cent (música)
Cent é uma unidade de medida que se usa para quantificar os intervalos musicais, de modo que seja compatível com sua percepção pelo ouvido humano (que tem uma resposta que se aproxima da relação logarítmica), e que vale 1/100 de um semitom (ou meio-tom) da escala de temperamento igual. Um indivíduo treinado musicalmente é geralmente capaz de distinguir em altura dois sons que sejam diferentes em cerca de 5 a 10 cents, conforme a faixa de frequências a que pertencem os referidos sons . Uma oitava , por conter doze semitons, e cada semiton conter cem cents, corresponde a 1200 cents.
O cent é um intervalo que corresponde a uma razão de frequências de 1,0005777 (1,00057771200 = 2 ).
A fórmula para determinar o valor em cents entre duas notas, de frequências f1 e f2, é :
{\displaystyle n=1200\log _{2}\left({\frac {f2}{f1}}\right).}
Outra unidade de medida, o savart, foi introduzida no início do século XIX , tendo sido largamente utilizada na Europa. No entanto, atualmente, se utiliza quase exclusivamente o cent. A fórmula para determinar o valor em savarts entre duas notas, de frequências f1 e f2, é :
{\displaystyle n=1000\log \left({\frac {f2}{f1}}\right).}
Portanto, uma oitava, onde a razão f2/f1 vale 2, equivale a 301,03 savarts. Assim, um savart equivale a 3.9863 cents, ou seja, 1200/301,03.
Deve-se observar que cents são calculados usando logaritmo na base 2, enquanto que savarts usam logaritmo na base 10.